# Mistrzostwa Europy w Piłce Nożnej 1976/Finał
Finał Mistrzostw Europy w Piłce Nożnej 1976 odbył się 20 czerwca na stadionie Crvena zvezda w Belgradzie, pomiędzy reprezentacją Czechosłowacji a reprezentacją Republiki Federalnej Niemiec. Po regulaminowym czasie gry i trzydziestominutowej dogrywce wynik był remisowy (2–2) i o zwycięstwie musiała zdecydować seria rzutów karnych, w której bohaterem okazał się ofensywny pomocnik reprezentacji Czechosłowacji Antonín Panenka, który strzelił decydującą „jedenastkę” w niezwykły sposób. Panenka wziął długi rozbieg, zasymulował silne uderzenie, czym zmylił niemieckiego bramkarza Seppa Maiera, po czym lekkim, technicznym strzałem posłał piłkę w środek bramki, ustalając wynik serii rzutów karnych na 5–3. Czechosłowacy po raz pierwszy i jedyny w swojej historii zdobyli mistrzostwo Europy w piłce nożnej.

## Uczestnicy

### Droga do finału
| Czechosłowacja | Czechosłowacja | Czechosłowacja                                         | Runda                 | RFN        | RFN    | RFN                           |
| -------------- | -------------- | ------------------------------------------------------ | --------------------- | ---------- | ------ | ----------------------------- |
| Przeciwnik     | Wynik          | Strzelcy                                               | Runda                 | Przeciwnik | Wynik  | Strzelcy                      |
| ZSRR           | 2:0            | Jozef Móder, Antonín Panenka                           | Ćwierćfinały – 1 mecz | Hiszpania  | 1:1    | Erich Beer                    |
| ZSRR           | 2:2            | Jozef Móder x2                                         | Ćwierćfinały – 2 mecz | Hiszpania  | 2:0    | Uli Hoeneß, Klaus Toppmöller  |
| Holandia       | 3:1 d.         | Anton Ondruš x1+1 sam, Zdeněk Nehoda, František Veselý | Półfinały             | Jugosławia | 4:2 d. | Heinz Flohe, Dieter Müller x3 |

## Raport i składy
| 20 czerwca 1976, 20:15 CET                                                        | Czechosłowacja · Ján Švehlík 8' · Karol Dobiáš 25' | 2–2, po dogrywce k. 5–3(2–0)Raport                       | RFN · Dieter Müller 28' · Bernd Hölzenbein 89' | Stadion Crvena zvezda, Belgrad Widzów: 30 800 Sędzia: Sergio Gonella (Włochy) |
|                                                                                   | kartki: · Dobiáš 55' · Móder 59'                   |                                                          |                                                |                                                                               |
|                                                                                   |                                                    | Rzuty karne                                              |                                                |                                                                               |
| Marián Masný · Zdeněk Nehoda · Anton Ondruš · Ladislav Jurkemik · Antonín Panenka |                                                    | Rainer Bonhof · Heinz Flohe · Hans Bongartz · Uli Hoeneß |                                                |                                                                               |

| Czechosłowacja | RFN |

| BR           | 1  | Ivo Viktor            |      |
| OS           | 4  | Anton Ondruš          |      |
| ŚO           | 5  | Ján Pivarník          |      |
| ŚO           | 12 | Koloman Gögh          |      |
| ŚO           | 3  | Jozef Čapkovič        |      |
| ŚP           | 2  | Karol Dobiáš          | 109' |
| ŚP           | 8  | Jozef Móder           |      |
| OP           | 7  | Antonín Panenka       |      |
| PN           | 10 | Marián Masný          |      |
| LN           | 11 | Zdeněk Nehoda         |      |
| ŚN           | 17 | Ján Švehlík           | 80'  |
| Zmiany       |    |                       |      |
| OB           | 6  | Ladislav Jurkemik 80' |      |
| PO           | 16 | František Veselý 109' |      |
| Trener       |    |                       |      |
| Václav Ježek |    |                       |      |

| BR           | 1  | Sepp Maier               |
| OS           | 5  | Franz Beckenbauer        |
| ŚO           | 2  | Berti Vogts              |
| ŚO           | 4  | Hans-Georg Schwarzenbeck |
| ŚO           | 3  | Bernard Dietz            |
| ŚP           | 7  | Rainer Bonhof            |
| ŚP           | 6  | Herbert Wimmer 46'       |
| OP           | 10 | Erich Beer 80'           |
| PN           | 8  | Uli Hoeneß               |
| ŚN           | 9  | Dieter Müller            |
| LN           | 11 | Bernd Hölzenbein         |
| Zmiany       |    |                          |
| PO           | 15 | Heinz Flohe 46'          |
| PO           | 14 | Hans Bongartz 80'        |
| Trener       |    |                          |
| Helmut Schön |    |                          |

CZECHOSŁOWACJA
PIERWSZY TYTUŁ